# Tuzoia
Genre
Tuzoia est un genre éteint dont la classification parmi les arthropodes demeure incertaine.
Il fut découvert en 1912 par Charles Walcott alors qu'il inventoriait la faune des schistes de Burgess en Colombie-Britannique (Canada).
Ces sédiments sont datés du Cambrien moyen, il y a environ entre 505 Ma (millions d'années).

## Description

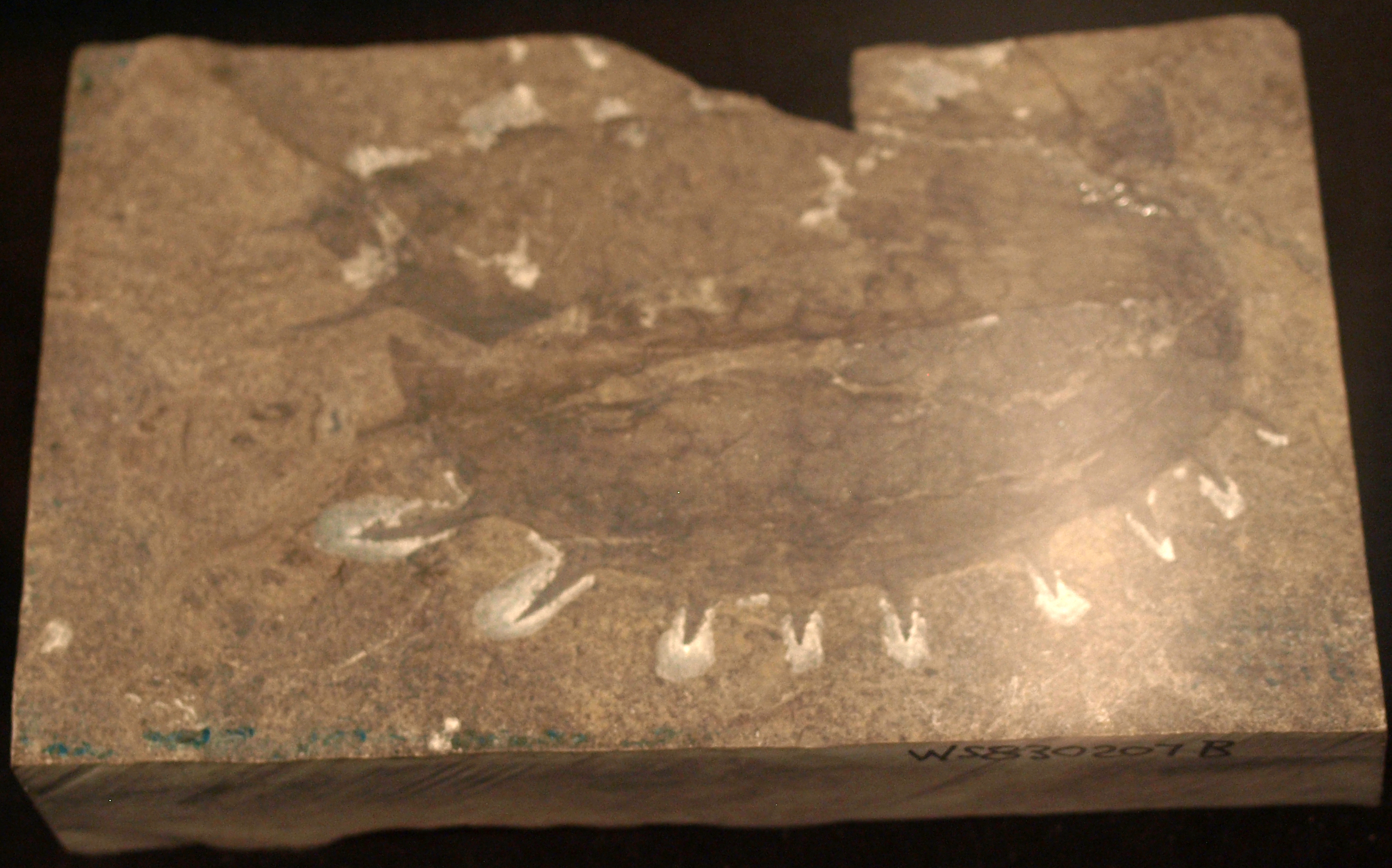
Fossile montrant un pourtour hérissé d'épines.

Les premiers spécimens identifiés du genre Tuzoia (Tuzoia sp. Chlupáč & Kordule, 2002 jusqu'à 180 mm de longueur) étaient des arthropodes à double carapace. Leur carapace demi-cylindrique, épaisse et cependant relativement flexible, enveloppait le dos, avec une face supérieure plate voire légèrement convexe, tantôt hérissée de pointes, tantôt non. Le rostre antérieur était plus robuste que le rostre postérieur et était ajourée d’une entaille pour la vision. La face postérieure portait deux épines, l'une en son centre et l'autre du côté ventral, s'écartant de la première selon un angle compris entre 20° et 40°. Plusieurs espèces comportaient un alignement d’épines plus petites sur la face postérieure. En règle générale, le milieu du corps comportait un bombement latéral, hérissé de 7 à 10 fortes épines. La surface des deux demi-carapaces était striée de façon caractéristique. Ils possédaient une paire latérale d'yeux pédonculés, dont les pédoncules étaient d'une longueur au moins égale à 3 fois le diamètre de l'œil, et une paire de courtes antennes sortant de l'orifice visuel.

## Source